# Victor Kahn
Victor Kahn (ur. 1889 w Moskwie, zm. 6 października 1971 w Nicei) – francuski szachista pochodzenia rosyjskiego.

## Kariera szachowa
Urodził się w Rosji, gdzie przebywał do roku 1912. Następnie rozpoczął podróż po krajach Europy (Szwecji, Danii i Niemczech), by ostatecznie osiąść we Francji. Pierwszy międzynarodowy sukces odniósł w roku 1916, zwyciężając w mistrzostwach Kopenhagi. W następnych latach odniósł wiele znaczących wyników, m.in. dz. I m. w Haarlem (1919), III m. w Utrechcie (1921), dz. II m. w Paryżu (1922, za André Muffangiem), IV m. w Scarborough (1925), II m. w Nicei (1934, za Eugene Znosko-Borowskim), dz. I m. w Mollet del Vallès (1935, wraz z Georges'em Koltanowskim) oraz III m. w Nicei (1937, za Aleksandrem Alechinem). Wielokrotnie odnosił sukcesy w Paryżu, m.in. w latach 1923 (I m.), 1924 (dz. IV m.), 1925 (dz. I m.), 1926 (dwukrotnie dz. III m.), 1930 (dz. III m.) i 1934 (dz. I m.).
Od roku 1932, po uzyskaniu francuskiego obywatelstwa, wielokrotnie brał udział w finałach indywidualnych mistrzostw kraju, największy sukces odnosząc w roku 1934 w Paryżu, gdzie zdobył tytuł mistrza Francji. Czterokrotnie (w latach 1931, 1933, 1935 i 1939) wystąpił na szachowych olimpiadach, rozgrywając 52 partie, w których zdobył 19 pkt.
Razem z Georges'em Renaudem (mistrzem Francji z roku 1923) wydał w roku 1947 książkę L'art de faire mat, poświęconej szachowej taktyce.
Według retrospektywnego systemu Chessmetrics, najwyżej sklasyfikowany był w październiku 1933 r., zajmował wówczas 128. miejsce na świecie.